# Etelredo del Wessex
Etelredo (in inglese: Ethelred o Æþelræd; Regno del Wessex, 847 circa – 23 aprile 871) regnò sul Wessex dall'865 fino alla sua morte.

## Biografia
Fu il terzo figlio di Etelvulfo del Wessex e Osburga. Successo al fratello, Etelberto del Wessex, come re del Wessex nell'865 circa. Ebbe due figli, Aethelwald il primo e Aethelhelm il secondo. Etelredo non fu capace di controllare le crescenti scorribande danesi che devastavano l'Inghilterra. Il 4 gennaio 871 nella battaglia di Reading Etelredo sconfisse un'armata danese. Nella Battaglia di Ashdown, l'8 gennaio 871, il re non mosse nemmeno un dito, standosene al centro del suo accampamento a pregare. Fu grazie al fratello minore, Alfredo, che l'esercito sconfisse l'armata di danesi. Tuttavia, decise di combattere nella battaglia di Merton, nella quale, il 23 aprile 871 fu ucciso. Fu sepolto nella chiesa di Winborne nel Dorset. Dopo la sua morte, fu considerato dal popolo come un santo,  ma non fu mai canonizzato. Gli successe il fratello, re Alfredo il Grande.

## Ascendenza
|                      |   |   | Genitori |  |  | Nonni |  |  | Bisnonni          |  |  | Trisnonni       |  |
|                      |   |   |          |  |  |       |  |  | Ealhmund del Kent |  |  | Eafa del Wessex |  |
|                      |   |   |          |  |  |       |  |  | Ealhmund del Kent |  |  | Eafa del Wessex |  |
|                      |   | … |          |  |  |       |  |  | Ealhmund del Kent |  |  |                 |  |
| Egberto del Wessex   |   |   |          |  |  |       |  |  | Ealhmund del Kent |  |  |                 |  |
|                      |   | … | …        |  |  |       |  |  |                   |  |  |                 |  |
|                      |   | … | …        |  |  |       |  |  |                   |  |  |                 |  |
|                      |   | … | …        |  |  |       |  |  |                   |  |  |                 |  |
| Etelvulfo del Wessex |   | … |          |  |  |       |  |  |                   |  |  |                 |  |
|                      |   | … | …        |  |  |       |  |  |                   |  |  |                 |  |
|                      |   | … | …        |  |  |       |  |  |                   |  |  |                 |  |
|                      |   | … | …        |  |  |       |  |  |                   |  |  |                 |  |
| …                    |   | … |          |  |  |       |  |  |                   |  |  |                 |  |
|                      |   | … | …        |  |  |       |  |  |                   |  |  |                 |  |
|                      |   | … | …        |  |  |       |  |  |                   |  |  |                 |  |
|                      |   | … | …        |  |  |       |  |  |                   |  |  |                 |  |
| Etelredo del Wessex  |   | … |          |  |  |       |  |  |                   |  |  |                 |  |
|                      | … | … |          |  |  |       |  |  |                   |  |  |                 |  |
|                      | … | … |          |  |  |       |  |  |                   |  |  |                 |  |
|                      | … | … |          |  |  |       |  |  |                   |  |  |                 |  |
| Oslac di Wight       | … |   |          |  |  |       |  |  |                   |  |  |                 |  |
|                      |   | … | …        |  |  |       |  |  |                   |  |  |                 |  |
|                      |   | … | …        |  |  |       |  |  |                   |  |  |                 |  |
|                      |   | … | …        |  |  |       |  |  |                   |  |  |                 |  |
| Osburga              |   | … |          |  |  |       |  |  |                   |  |  |                 |  |
|                      |   | … | …        |  |  |       |  |  |                   |  |  |                 |  |
|                      |   | … | …        |  |  |       |  |  |                   |  |  |                 |  |
|                      |   | … | …        |  |  |       |  |  |                   |  |  |                 |  |
| …                    |   | … |          |  |  |       |  |  |                   |  |  |                 |  |
|                      |   | … | …        |  |  |       |  |  |                   |  |  |                 |  |
|                      |   | … | …        |  |  |       |  |  |                   |  |  |                 |  |
|                      |   | … | …        |  |  |       |  |  |                   |  |  |                 |  |
|                      |   | … |          |  |  |       |  |  |                   |  |  |                 |  |

## Nella cultura di massa
Re Etelredo è rappresentato come sovrano all’inizio della serie televisiva The Last Kingdom venendo interpretato da Alec Newman, mentre in Vikings la sua figura proposta da Darren Cahil è pesantemente alterata storicamente dagli autori della trama, venendo ucciso per assicurare a suo fratello Alfred il trono.